# Janvier 2025
Cette page présente les faits marquants du mois de janvier 2025.

## Environnement
Avec une température de l'air moyenne de 13,23 °C, le mois de janvier 2025 est le mois le plus chaud jamais enregistré d'après Copernicus, dépassant le record de chaleur de janvier 2024. Sa température moyenne dépasse de +1,75 °C la moyenne de la température des mois de janviers de la période préindustrielle. Il s'agit du 18e des 19 mois précédents au cours duquel la température dépasse de plus de 1,5 °C la moyenne préindustrielle.
En outre, c'est le deuxième mois de janvier le plus chaud en terme de température moyenne de surface des océans, dépassé uniquement par janvier 2024.
En Arctique, où l'hiver a été anormalement chaud, la banquise atteint son étendue la plus faible mesurée pour un mois de janvier, au même niveau que celui de 2018. En Antarctique, une portion de 76 km2 (19 km de long sur 6 km de large) s'est détachée d'A23a, le plus grand iceberg connu, car ses failles internes commencent à se briser alors que jusque-là il était stable. Le fragment se dirige vers la Géorgie du Sud, ce qui peut représenter une menace potentielle pour la faune locale.

## Événements
- 28 décembre au 6 janvier : 73e édition de la tournée des quatre tremplins.
- 1er janvier :
  - la Pologne prend la présidence du Conseil de l'Union européenne pour six mois ;
  - aux États-Unis, l'attentat de La Nouvelle-Orléans fait 15 morts ;
  - en Europe, fin du contrat de fourniture de gaz russe via le gazoduc Ourengoï–Pomary–Oujhorod, faute d'accord, privant l'Union européenne, la Slovaquie, la Moldavie et la Transnistrie de gaz russe[3] ;
  - au moins vingt-six personnes sont tuées dans des frappes aériennes de Tsahal dans la bande de Gaza[4] ;
  - dix personnes sont tuées, et quatre autres blessées, lors d'une fusillade à Cetinje au Monténégro ; l'auteur des faits se suicide ensuite.
- 2 janvier :
  - onze personnes sont tuées, dont un chef de la police du Hamas, lors d'une frappe aérienne de Tsahal sur un camp de réfugiés à al-Mawasi, à Gaza[5] ;
  - vingt-sept personnes sont retrouvées mortes à la suite du naufrage de deux embarcations transportant des immigrants illégaux, au large des côtes de la Tunisie[6].
- 3 au 5 janvier : des combats opposent dans le district de Manbij en Syrie des combattants proturcs appuyés par la force aérienne turque aux Unités de protection du peuple kurdes. Plus de 100 combattants sont morts[7].
- 3 au 17 janvier : 47e édition du Rallye Dakar.
- 4 janvier : au moins vingt-sept personnes sont tuées et quatorze autres sont portées disparues, après que des frappes aériennes de Tsahal ont ciblé plusieurs zones de la ville de Gaza et de Khan Younis[8].
- 7 janvier :
  - une centaine de personnes sont mortes et une autre centaine blessées lors d'un séisme de magnitude 7,1 dans le xian de Tingri au Tibet, en Chine[9],[10] ;
  - une attaque contre un convoi de paramilitaires nigérians chargés de la lutte contre l'insécurité dans le village de Baure (district de Safana) situé dans l'État de Katsina par des bandits situé fait 21 morts[11].
  - l'Indonésie devient membre à part entière des BRICS[12] ;
  - l'explosion d'un dépôt de munitions à Melones à Cuba entraîne la mort de treize militaires des Forces armées cubaines[13] ;
  - aux États-Unis, notamment en Californie :
    - début de vastes incendies ravageant la région de Los Angeles ;
    - Mark Zuckerberg, PDG de Meta, annonce, pour Facebook, le réseau social le plus utilisé au monde, la fin du programme de fact-checking, un changement dans les règles de modération tolérant désormais les discours sexistes, homophobes ou transphobes, au moins aux États-Unis, ainsi que la fin du programme de diversité parmi les employés de Meta.
- 8 janvier :
  - un camp des Forces armées béninoises est attaqué à la frontière entre le Bénin, le Burkina Faso et du Niger dans le cadre de la guerre du Sahel ; 28 militaires et une quarantaine d'assaillants sont morts. 121 soldats béninois ont été tués entre 2021 et décembre 2024[14] ;
  - au moins vingt-deux personnes sont tuées dans des frappes aériennes de Tsahal, à Gaza[15] ;
  - 19 personnes dont 18 assaillants sont tuées dans une attaque par un commando du palais présidentiel, à Ndjamena, au Tchad[16].
- 9 janvier : Joseph Aoun est élu président de la République libanaise.
- 11 janvier :
  - la ville de Wad Madani, sous contrôle des Forces de soutien rapide depuis la bataille de décembre 2023, est prise par les forces armées soudanaises[17] ;
  - au moins dix-huit militaires burkinabè sont tués dans une attaque terroriste, dans le village de Katchirga, dans le nord-est du Burkina Faso[18].
- 12 au 26 janvier : 113e édition du tournoi de tennis de l'Open d'Australie à Melbourne.
- 12 janvier :
  - élections législatives aux Comores ;
  - élection présidentielle en Croatie (2d tour), Zoran Milanović est réélu ;
  - au moins quarante agriculteurs sont tués par le groupe terroriste de l'État islamique en Afrique de l'Ouest, dans l'État de Borno dans le nord-est du Nigeria[19] ;
  - au moins seize personnes sont tuées dans une frappe aérienne de la Force aérienne nigériane dans l'État de Zamfara, au nord-ouest du Nigeria, lorsqu'un pilote a confondu des groupes d'autodéfense locaux avec des gangs criminels[20].
- 13 janvier :
  - plus de 120 civils sont tués, selon une réseau de secouristes, dans des bombardements à Omdourman au Soudan dans le cadre de la guerre civile dans ce pays[21] ;
  - douze personnes sont tuées et d'autres portées disparues après un glissement de terrain à Hpakant, dans l'État Kachin, en Birmanie ; une cinquantaine de maisons ont été ensevelies ou endommagées[22] ;
  - au moins huit Palestiniens sont tués dans des frappes aériennes de Tsahal, sur plusieurs zones de la bande de Gaza[23] ;
  - vingt-six militants de l'État islamique sont tués, dont deux soldats, et plusieurs autres blessés lorsque les forces du Puntland ont capturé huit bases de l'EI au cours d'opérations militaires offensives en cours à Bari, dans l'État autonome du Puntland, en Somalie[24] ;
  - en Inde, début des festivités de la Kumbh Mela à Prayagraj, le plus grand rassemblement humain au monde avec 400 millions de pèlerins attendus.
- 14 janvier au 2 février : championnat du monde masculin de handball en Norvège, au Danemark et en Croatie.
- 14 janvier : les États-Unis retirent Cuba de la liste noire des États soutenant le terrorisme ; en remerciement de cette décision, les autorités cubaines libèrent 553 prisonniers politiques.
- 15 janvier :
  - en Corée du Sud, le président Yoon Suk-yeol est arrêté pour rébellion, à la suite de sa tentative d'imposer la loi martiale en décembre 2024 ;
  - 78 corps de mineurs illégaux sont retrouvés, dans une mine d'or fermée à Stilfontein en Afrique du Sud, après un siège de plusieurs mois[25] ;
  - Israël et le Hamas parviennent à conclure un accord de cessez-le-feu, toutefois les bombardements sur Gaza s'intensifient.
- 16 janvier :
  - élections législatives au Vanuatu ;
  - Rossen Jeliazkov est nommé Premier ministre de Bulgarie ;
  - l'Agence France-Presse, la principale agence de presse francophone au monde, et Mistral AI, signent un partenariat mondial pour laisser accès aux dépêches de l'AFP dans six langues à l'agent conversationnel « Le Chat »[26].
  - début d'une parade planétaire[27],[28].
- 17 janvier : en raison du décès de Didier Guillaume, Isabelle Berro-Amadeï est nommée ministre d'État de Monaco par intérim.
- 18 janvier :
  - un camion-citerne se renverse et explose sur une autoroute dans l'État du Niger, au Nigéria, tuant au moins soixante personnes, et en blessant des dizaines d'autres[29] ;
  - deux juges de la Cour suprême d'Iran, Ali Razini et Mohammad Moghisseh, sont assassinés par un homme armé qui se suicide ensuite[30].
- 19 janvier : plus de 80 personnes sont tuées dans une série d'attaques de l'Armée de libération nationale dans la région de Catatumbo en Colombie[31].
- 20 janvier :
  - seconde investiture de Donald Trump aux États-Unis ;
  - après cinq jours d'affrontements entre l'Armée de libération nationale et du Clan del Golfo dans le nord du pays autour du contrôle de champs de coca, et dans le sud entre deux factions dissidentes des FARC s'opposant sur la question de négocier la paix ou non avec le gouvernement colombien, ayant provoqué plus de 100 morts et 20 000 déplacés dans plusieurs zones de la Colombie, le président Gustavo Petro déclare l'état d'urgence interne, l'état d'urgence économique, et le déploiement de 5 000 soldats dans le Catatumbo (une partie de la frontière avec le Venezuela)[32] ;
  - huit personnes sont tuées et sept autres blessées dans un incendie criminel présumé dans une maison de retraite à Barajevo (Belgrade), en Serbie[33].
- 21 janvier :
  - 78 personnes sont tuées, et 51 autres blessées dans un incendie à l'hôtel Grand Kartal à Kartalkaya, dans la province de Bolu, en Turquie[34] ;
  - les forces de Tsahal lancent un raid de grande envergure dans le camp de réfugiés de Jénine, en Cisjordanie, tuant au moins 9 personnes et en blessant 35 autres[35] ;
  - 20 migrants éthiopiens sont tués lorsque leur bateau a chaviré au large du Yémen, après avoir quitté Djibouti[36].
- 23 janvier :
  - célébration des premiers mariages homosexuels officiels en Thaïlande, et par extension d'Asie du Sud-Est[37] ;
  - au moins 20 pêcheurs sont tués dans l'État de Borno, dans le nord-est du Nigeria, après que des insurgés de Boko Haram ont attaqué un village[38].
  - Donald Trump signe  les décrets suivants :
    - décret présidentiel 14178 intitulé Renforcer le leadership américain dans le domaine des technologies financières numériques.
    - décret présidentiel 14179 intitulé Supprimer les obstacles au leadership américain dans le domaine de l'intelligence artificielle.
- 24 et 25 janvier : dans le cadre de la résurgence du M23, les combats opposent dans les environs de Goma, capitale provinciale du Nord-Kivu, l’armée congolaise et ses alliés au Mouvement du 23 mars soutenu par le Rwanda. Treize soldats — neuf sud-africains, trois  malawites et un uruguayen — déployés au sein la force régionale de la Communauté de développement d'Afrique australe ou au sein de la Mission de l'Organisation des Nations unies pour la stabilisation en république démocratique du Congo, sont tués[39].
- 25 janvier :
  - élection présidentielle en Grèce ;
  - au moins 30 personnes sont tuées dans une attaque de drone contre un hôpital saoudien à El-Fasher, au Soudan[40].
- 26 janvier :
  - élection présidentielle en Biélorussie, Alexandre Loukachenko est réélu ;
  - au moins 27 soldats nigérians sont tués et des dizaines d'autres blessés dans un attentat suicide perpétré par un combattant de l'État islamique, dans l'État de Borno, au nord-est du Nigeria[41] ;
  - au moins 15 personnes sont tuées et 83 autres blessées, dans une fusillade entre l'armée israélienne et l'armée libanaise, dans deux villages du sud du Liban[42].
- 27 janvier : une vingtaine de personnes sont tuées par l’armée malienne et ses supplétifs ainsi que des chasseurs traditionnels dozos, dans plusieurs villages des communes de Boky Wéré et de Moninpebougou[43].
- 27 janvier au 2 février : 116e édition des championnats d'Europe de patinage artistique en Estonie.
- 29 janvier :
  - le Burkina Faso, le Mali et le Niger, formant la Confédération Alliance des États du Sahel quittent formellement la CEDEAO ;
  - au moins 15 personnes sont tuées dans une bousculade, lors du pèlerinage hindou de Kumbh Mela à Prayagraj, dans l'Uttar Pradesh, en Inde[44] ;
  - un vol PSA Airlines transportant 64 passagers entre en collision avec un hélicoptère militaire au-dessus du fleuve Potomac, à Washington aux États-Unis.
- 30 janvier : au moins une dizaine d'orpailleurs sont tués, et de nombreux autres sont portés disparus, après l'éboulement d'une mine dans le sud du Mali[45].
- 30 et 31 janvier : au moins huit membres d'un groupe rebelle, ainsi qu'un nombre indéterminé de civils, sont tués, dans une attaque de drone, près de la frontière avec l'Éthiopie, à Djibouti[46].
- 31 janvier au 15 mars : 131e édition du Tournoi des Six Nations (rugby à XV).